# 巴穆姆語
巴穆姆語（Bamum language；Shüpamom /ʃy.paˑ.mɔm/，即「語言」（Shü）及「巴穆姆」）是一種在中非喀麥隆前巴穆姆王國及其人民所通行的語言，位置大約在今日西方省的努恩州，屬於尼日爾-剛果語系大西洋-剛果語族裡的貝努埃-剛果亞語支，有語言人口21.5萬人。
巴穆姆語有自己的文字，稱之為巴穆姆文字，有兩個獨特之處：一方面在於它是當年的黑非洲第一個自行創制的文字系統，二來這種文字是由當年的巴穆姆王國蘇丹恩喬亞·易卜拉欣（Njoya Ibrahim）在1895年發明。不過，這種文字過去主要在他的皇宮內通行，一般平民不能使用，大大限制了它的發展。現時，當地人希望透過現代電腦的幫助，使這種文字得以復興。

## 音韻
巴穆姆語是聲調語言，有長元音及複元音。也具有音節尾輔音。
| 前  | 中 | 後  |
| --- | -- | --- |
| i y | ɨ  | ɯ u |
| e   | ə  |     |
| ɛ   |    | ɔ   |
|     | a  |     |

子音部分：
| 唇音 | 齒齦音 | 齦後音 | 軟顎音 | 圓唇化軟顎音 | 雙唇-軟顎音 | 聲門音 |
| ---- | ------ | ------ | ------ | ------------ | ----------- | ------ |
| p    | t      |        | k      | kʷ           | kp          | ʔ      |
| b    | d      |        | ɡ      | ɡʷ           | ɡb          |        |
| mp   | nt     |        | ŋk     | ŋkʷ          | ?           |        |
| mb   | nd     |        | ŋɡ     | ŋɡʷ          | ?           |        |
| f    | s      | ʃ      | x      | ?            |             |        |
| v    | z      | ʒ      | ɣ      | ?            |             |        |
| ɱf   | ?      | ɲʃ     |        |              |             |        |
| ɱv   | ?      | ɲʒ     |        |              |             |        |
| m    | n      | ?      | ŋ      | ŋʷ           | ŋm          |        |
|      | r l    | j      |        | w            |             |        |

## 文字
巴穆姆語有自己的文字，一般稱之為「巴穆姆文字」，是當年黑非洲第一個自行創制的文字系統，由當年的巴穆姆王國蘇丹恩喬亞·易卜拉欣（Njoya Ibrahim）在1895年發明。不過，這種文字過去主要在他的皇宮內通行，一般平民不能使用，大大限制了它的發展。
這種文字的演變，見證了文字從象形文字到音節文字及完全的表音文字的過渡。在這種文字最初發明之時，是一套象形文字，透過各種象符來表達各種意思；其後，蘇丹再把它修正，用來表達一些不能用象形來表示的概念。例如：用了<人名符號><發音><發音>來表示一個名為「<發音><發音>」的人的名字。到後來，索性連形符都不要，變成一套全盤拼音的文字系統。這個最後的版本，在1918年定型，被稱為「A-ka-u-ku」，亦是現時計劃編入Unicode基本平面的版本。根據編入巴穆姆文字的建議書，目前只有這個最後的版本被編入基本平面；而其餘的文字，則會被安排到輔助平面的區段。而根據Unicode的訣議，巴穆姆文字在基本平面的指定編碼範圍是U+A6A0到U+A6F7。巴穆姆文字除了用來書寫巴穆姆語以外，亦用於書寫恩喬亞蘇丹所發明的另一種人工語言姆穆語。
然而，當法國殖民者完全控制巴穆姆王國以後，便把恩喬亞創建的學校破壞掉，並禁止當地人再教授巴穆姆文字。因此，巴穆姆文字在往後急速衰落，到現在幾乎沒有人再看得懂這種文字。為了保存過往文化，當地人發起了巴穆姆文字及檔案計劃（the Bamum Scripts and Archives Project）；在努恩州的首府豐班，有學校教授年輕人這種文字，以幫助文化的傳播。

## 外部連結
- 民族語有關巴穆姆語 （页面存档备份，存于）的連結
- Bamum Scripts and Archives Project
- Claude Ndam （页面存档备份，存于）
- 非洲投資網：非洲民族：巴姆人Bamum （页面存档备份，存于）